# Fantasy-Jahr 1942
Übersicht

◄◄ | ◄ | 1938 | 1939 | 1940 | 1941 | Fantasy-Jahr 1942 | 1943 | 1944 | 1945 | 1946 | ► | ►►

Weitere Ereignisse

## Filmpreise
Oscar
- Beste Originalgeschichte – Herry Segall – Urlaub vom Himmel
- Bestes adaptiertes Drehbuch – Sidney Buchman, Seton I. Miller – Urlaub vom Himmel

## Neuerscheinungen Filme
| Deutscher Titel                | Deutschsprachiges Erscheinungsjahr | Originaltitel                 | Regie                                                                     | Anmerkungen |
| ------------------------------ | ---------------------------------- | ----------------------------- | ------------------------------------------------------------------------- | ----------- |
| Drei Caballeros im Sambafieber | 1953                               | Saludos Amigos                | Norm Ferguson, Wilfred Jackson, Jack Kinney, Hamilton Luske, Bill Roberts |             |
| Das Dschungelbuch              | 1948                               | Rudyard Kipling’s Jungle Book | Zoltan Korda                                                              |             |
| Die phantastische Nacht        |                                    | La Nuit Fantastique           | Marcel L’Herbier                                                          |             |
|                                |                                    | I Married an Angel            | W. S. Van Dyke                                                            |             |
| Die Nacht mit dem Teufel       | 1946                               | Les Visiteurs du soir         | Marcel Carné                                                              |             |
| The Pied Piper                 |                                    | The Pied Piper                | Irving Pichel                                                             |             |
|                                |                                    | The Remarkable Andrew         | Stuart Heisler                                                            |             |

## Geboren
- Terry Bisson († 2024)
- John Crowley
- Charles L. Grant († 2006)